# Comissão de Acolhimento, Verdade e Reconciliacão de Timor-Leste

Wapen van Oost-Timor

Comissão de Acolhimento, Verdade e Reconciliacão de Timor-Leste (acroniem: CAVR; Nederlands: Ontvangst-, Waarheids- en Verzoeningscommissie van Oost-Timor) was een onafhankelijke waarheidscommissie die in 2001 in Oost-Timor werd opgericht in het kader van het overgangsbestuur van de VN in Oost-Timor (UNTAET) en tot taak had "onderzoek te doen naar de schendingen van de mensenrechten die tussen april 1974 en oktober 1999 door alle partijen zijn begaan, en de verzoening tussen de gemeenschappen te vergemakkelijken met gerechtigheid voor degenen die minder ernstige misdrijven hebben begaan". Het idee van een waarheidscommissie in Oost-Timor werd voor het eerst geopperd door de Nationale Raad van het Timorese Verzet (Portugees: Conselho Nacional da Resistência Maubere, or CNRM) in 2000.
De Commissie had een drievoudig mandaat, zoals blijkt uit haar naam, om zich bezig te houden met: (1) opvang (acolhimento), de terugkeer van ontheemde Timorezen naar het Indonesische West-Timor en hun re-integratie in hun gemeenschappen, die de Commissie omschreef als "mensen die elkaar als Oost-Timorezen omhelzen, die weer tot zichzelf komen, onder één dak leven, na vele jaren van verdeeldheid en geweld"; (2) waarheidsvinding, waarbij een volledige balans wordt opgemaakt van de mensenrechtenschendingen tussen 1974 en 1999 (het einde van de periode van Indonesisch bewind), voornamelijk door het verzamelen van 7.669 verklaringen; en (3) verzoening, uitgevoerd door middel van een "nieuw en voorheen onuitgetest programma", het zogeheten "Community Reconciliation Process", dat bedoeld is om minderjarige delinquenten te re-integreren in hun gemeenschap.
CAVR was gehuisvest in de Comarca, een voormalige Portugese en Indonesische gevangenis, die vandaag onderdak biedt aan het Centro Nacional Chega!, het CAVR-archief en een museum dat openstaat voor het publiek.
Tijdens haar werkzaamheden werden meer dan 10.000 verklaringen van slachtoffers en daders afgenomen en werden openbare hoorzittingen gehouden die op radio en televisie werden uitgezonden. De Commissie overhandigde haar verslag van 2.500 bladzijden, getiteld Chega! wat "stop" of "genoeg" betekent in het Portugees, over de mensenrechtenschendingen van 1974 tot 1999, op 31 oktober 2005 aan de president van Oost-Timor. De voorzitter heeft het verslag vervolgens op 20 januari 2006 aan de secretaris-generaal van de VN overhandigd, zoals de wet voorschrijft. 
Het Chega! verslag werd gepubliceerd in het Indonesisch en vervolgens in Engelse vertaling door de Kompas Gramedia Groep. Het bestaat uit vijf delen.
- Gemeinsame Normdatei: 6068007-6
- International Standard Name Identifier: 0000 0000 9330 0977
- Library of Congress Control Number: n2005209251
- Système universitaire de documentation: 147107938
- Virtual International Authority File: 137059971